# Kanton Saint-Pé-de-Bigorre
Der Kanton Saint-Pé-de-Bigorre war bis 2015 ein französischer Wahlkreis im Arrondissement Argelès-Gazost, im Département Hautes-Pyrénées und in der Region Midi-Pyrénées; sein Hauptort war Saint-Pé-de-Bigorre. Vertreter im Generalrat des Départements war zuletzt von 2011 bis 2015 Jean-Claude Beaucoueste.

## Gemeinden
Der Kanton bestand aus vier Gemeinden:
| Gemeinde            | Einwohner Jahr | Fläche km² | Bevölkerungsdichte | Code INSEE | Postleitzahl |
| ------------------- | -------------- | ---------- | ------------------ | ---------- | ------------ |
| Barlest             | 292 (2013)     | 4,02       | 73 Einw./km²       | 65065      | 65100        |
| Loubajac            | 406 (2013)     | 6,55       | 62 Einw./km²       | 65280      | 65100        |
| Peyrouse            | 281 (2013)     | 4,8        | 59 Einw./km²       | 65360      | 65270        |
| Saint-Pé-de-Bigorre | 1211 (2013)    | 43,44      | 28 Einw./km²       | 65395      | 65270        |